# 韦尼松河畔诺让
韦尼松河畔诺让（法語：Nogent-sur-Vernisson，法語發音：[nɔʒɑ̃ syʁ vɛʁnisɔ̃]）是法国卢瓦雷省的一个市镇，位于该省东部，属于蒙塔日区。

## 地理
韦尼松河畔诺让（47°50'47"N, 2°44'32"E）面积33.27 平方千米，位于法国中央-卢瓦尔河谷大区卢瓦雷省，该省份为法国中北部省份，北起埃松省，西北接厄尔-卢瓦省，西南接卢瓦-谢尔省，南至涅夫勒省和谢尔省，东临约讷省，东北接塞纳-马恩省。
与韦尼松河畔诺让接壤的市镇（或旧市镇、城区）包括：普雷西尼莱潘、布瓦莫朗、莱舒、朗热斯、蒙布伊、乌祖埃德尚、圣热纳维耶韦-代布瓦、瓦雷讷-尚日。
韦尼松河畔诺让的时区为UTC+01:00、UTC+02:00（夏令时）。

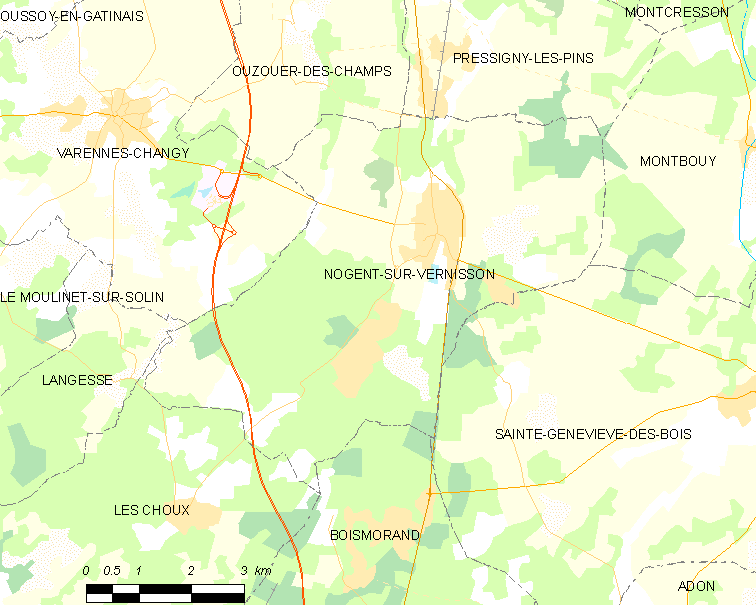
韦尼松河畔诺让的OSM定位图

## 行政
韦尼松河畔诺让的邮政编码为45290，INSEE市镇编码为45229。

## 政治
韦尼松河畔诺让所属的省级选区为洛里斯县。

## 人口

1962-2008年间韦尼松河畔诺让人口变化图示

韦尼松河畔诺让于2022年1月1日时的人口数量为2571人。